# J-Bungaku
J-Bungaku (jap. Ｊ文学, dt. „J-Literatur“) bezeichnet allgemein die leicht konsumierbare zeitgenössische japanische Literatur für den durchschnittlichen jungen Großstädter.

## Begriff
Die Prägung J-Bungaku lässt sich auf die Marketingstrategie des Verlags Kawade Shobō Shinsha zurückführen. Kawade stellt als Sonderheft der hauseigenen Zeitschrift Bungei im August 1998 einen mittlerweile legendären Literaturführer zusammen und gibt ihm den Titel J-Bungaku: ’90-nendai bungaku mappu (dt. „J-Literatur: Eine Landkarte der Literatur der ’90er Jahre“, JBM). J-Bungaku steht nicht für junbungaku (純文学), für die „reine Literatur“, die mit ihrem spezifischen Autoren- und Werkkanon bis in die 1990er als „Landesliteratur“ (国文学, kokubungaku) offiziell die Literatur Japans repräsentierte, sondern für eine zeitgenössische japanische Literatur, leicht konsumierbar für den durchschnittlichen jungen Großstädter.

## Inhalte und Geschichte der J-Bungaku
Der Entwurf J-Bungaku, der sich am Konzept J-Pop orientiert und zunächst eine zeitgemäße „japanische Popliteratur“ meint, beinhaltet eine ausgeprägte visuelle Komponente. Insofern ist die Gestaltung des kleinen Katalogs von 1998 aufschlussreich: Kein renommierter Autor in Denkerpose schmückt den Einband – es ist die (ihre Lektüre genießende) Leserin/Literaturkonsumentin, die in den Mittelpunkt des Interesses rückt. Sie ist gekleidet wie es die Modemagazine empfehlen und sitzt auf der Dachterrasse eines Hochhauses, vor sich einen Stapel Bücher, die in gelbes, blaues und rotes Papier eingeschlagen sind – was die Bücher gleichsam zu bunten Accessoires macht und sie damit von einer möglicherweise belastenden Funktion als Bildungsträger befreit. In JBM wie auch in anderen Übersichten zur aktuellen zeitgenössischen Literatur sowie in der innovativen Trend- und Literaturzeitschrift Da Vinci (Erstausgabe 1994) finden wir Vertreter der Kunst- und Unterhaltungsszene oder die Autoren in Idol-Manier abgebildet, veritable „Honboys“ (vgl. jap. 本 (hon), dt. "Buch"), die das Produkt Buch als männliche „Literatur-Pinups“ in verführerischer Pose der als lesewillig identifizierten, vorwiegend weiblichen Leserschicht anbieten. Autoren, Bücher und Leser sind innerhalb dieses Konzeptes Teil einer lustbetonten Lifestyle-codierten Interaktion in der japanischen Erlebnisgesellschaft.
Früh wurde auf japanischer Seite der Literaturwandel im Zeichen des großen „J“ von dem Literaturforscher Minato Kawamura (Hōsei-Universität) registriert. Kawamura, der sich auf die einschlägige Werbestrategie von Kawade bezieht, spricht in seinem Ende der 1990er entstandenen Artikel von „J literati“. In der „J literature“ sieht er nichts anderes als die Rettung einer gefährdeten japanischen Gegenwartsliteratur, die kurz vor der Jahrtausendwende allen Elan eingebüßt habe. Während die Formel J-Bungaku von manchen Diskutanten zu Recht als schillernd und oberflächlich zurückgewiesen wird, ist sie doch symptomatisch für die japanische Literatur um das Jahr 2000, nicht zuletzt aufgrund ihres kommerziellen Hintergrunds. Möchte man mit ihr arbeiten, um die neueren Entwicklungen der japanischen Literaturszene zu erfassen, wäre zunächst ein kleiner Autorenkanon der zeitgenössischen japanischen Literatur zusammenzustellen; der engere J-Bungaku-Zirkel umfasst folgende Autoren: Kazushige Abe (* 1968) (Debüt 1994 mit Amerika no yoru), Mari Akasaka (* 1964) (1993; Kibakusha), Kō Machida (* 1962) (1996; Kussun Daikoku), Masaya Nakahara (* 1970) (1996–97; Setsubō no sampomichi), Seigō Suzuki (* 1970) (1997; Radio Days), Mitsuyo Kakuta (* 1967) (1990; Kōfuku na yūgi), Seishū Hase (* 1965) (1996; Fuyajō), Shū Fujisawa (* 1959) (1993; Zōn o hidari ni magare) und Mangetsu Hanamura (* 1955) (1989; God plays monogatari).
Diese Liste besitzt bereits Vergangenheitscharakter. Verlage, Literaturjournalismus und Literaturkritik hielten die Diskussion um J-Bungaku etwa bis 2002 lebendig. Im Jahr 2003 ist von einer Literatur nach J-Bungaku zu sprechen, die mit „Post-J-Bungaku“-Autorinnen wie Hitomi Kanehara (* 1983) (Hebi ni piasu, 2003) und Risa Wataya (* 1984) (Install, 2001) sowie mit einer rezenten Welle von Light Novels und semiautorenlosen Genres aufwartet. Zum Letztgenannten wäre der netto shōsetsu (dt. „Internet-Roman“) wie Densha otoko (2004; verfasst von Nakano Hitori (中野 独人)) oder der keitai shōsetsu (dt. „Handy-Roman“) zu rechnen, z. B. Deep Love (2000 auf keitai-Plattform, 2002–2003 in Buchform) eines Autors namens Yoshi.

## Strömungen und Tendenzen der J-Bungaku
Zu den Strömungen und Tendenzen der zeitgenössischen japanischen Literatur, die man im Rahmen der J-Bungaku-Kampagne identifiziert, zählt das Aufkommen einer neuen „proletarischen Literatur“ (literarische Neoproletarier sind etwa Shungiku Uchida und Natsuo Kirino), ebenso ist von einer „soziologischen Wende“ zu sprechen. Die problematischen Soziotypen in einem Japan der „Lost Decade“, in Kirinos „Bubblonia“, die den makrosoziologischen Kultur- und Gesellschaftsdiskurs prägen, stellen nun vermehrt die Protagonisten der Texte. Eine „Freeter-Literatur“, eine Hikikomori-Literatur sowie eine NEETs-Literatur wurde bereits ausgerufen. In der J-Bungaku als einer „Literatur der Rezession“ oder als „japanische Prekariatsliteratur“ begegnet man den aktuellen, vielfach medial verlautbarten Problemlagen von Post-Bubble-Japan: Aum-Schock (Stichwort poa sareru), Reform (risutora), soziale Kälte, Zerfall der Familie (家族の崩壊, kazoku no hōkai), Konsumsucht, Gewalt (暴力, bōryoku), Mobbing (ijime), Übergriffe durch die „chinesische Mafia“, „Verlierer“ (負け組, makegumi), Unterschichtengesellschaft (下流社会, karyū shakai), „Erwartungsgefälle“ (希望格差, kibō kakusa), überalterte Gesellschaft (高齢化社会, kōreika shakai), Bulimie und „Internetselbstmord“ (ネット自殺, netto jisatsu; = Kirino Natsuo „Metabola“).
J-Bungaku beinhaltet neben der dunklen Komponente freilich noch zahlreiche weitere Facetten, zu denen etwa eine unter dem Label „L-Literature“ (Minako Saitō) adressierte „neue japanische Frauenliteratur“, eine als ekkyô bungaku (越境文学) bezeichnete „japanische Interkulturalitätsliteratur“, eine therapeutisch ambitionierte, häufig religiös-esoterisch unterlegte Literatur (癒し文学, iyashi bungaku) mit Ratgeberqualitäten (生き方の本, ikikata no hon) und eben die zeittypische Vermarktung zu rechnen sind. Nicht zuletzt deshalb, weil „J-Bungaku“ impliziert, dass man in Japan die landeseigene Literatur nun auch aus der Außenperspektive wahrnimmt und sie gemäß der 1990er-Regierungsparole „Cool Japan“ als transferfähigen, merkantilen und prestigeträchtigen Faktor in einem außerjapanischen Kontext platzieren will, dürfte es sich lohnen, den Terminus in eine Analyse der Gegenwartsliteratur Japans miteinzubeziehen.

## Sekundärliteratur
- Yoshiko Fukushima: Japanese Literature, or J-Literature in the 1990’s. In: World Literature Today, 2003, S. 40–44.
- Lisette Gebhardt (Hrsg.): „Yomitai! Neue Literatur aus Japan“. Berlin: EB-Verlag Dr. Brandt, 2012, S. 196; 215.
- J-Bungaku. ’90-nendai bungaku mappu (1998). Bungei Bessatsu (Augustausgabe). Kawade Shobō Shinsha, Tokio
- Minato Kawamura: A Survey of Japanese Literature in 1998 (Part I). In: Japanese Literature Today, 1999, S. 4–9.
- Akira Nagae: Bungaku da J. Furyō no tame no shōsetsu annai. Ihatov, Tokyo 1999